# Arne Næss
Arne Dekke Eide Næss (Oslo, 27 gennaio 1912 – Oslo, 14 gennaio 2009) è stato un filosofo e alpinista norvegese.

## Biografia
Ha studiato filosofia, matematica ed astronomia all'università di Oslo, alla Sorbona e a Vienna dove frequentò il Circolo filosofico che dalla città prese il nome. 
Divenne il primo docente di filosofia a Oslo a soli 27 anni, e vi rimase fino al 1969; si è interessato di: storia della filosofia, filosofia della scienza, etica; nutrì particolare interesse per il pensiero di Spinoza e Gandhi da cui trasse le basi per la sua visione totale del rapporto con la natura nell'ecologia profonda. Ha fondato la rivista internazionale di filosofia Inquiry che ha diretto fino al 1975.
Membro eminente del Centre for Development and the Environment dell'Università di Oslo, fu un noto sostenitore della nonviolenza, del pluralismo e dell'ecologia; trascorse buona parte della sua vita nella baita Tvergastein, da lui costruita sulle pendici del monte Hallingskarvet, in Norvegia. 
È stato anche un alpinista di fama, guidando la prima ascensione al Tirich Mir (7708 m), nella catena dell'Hindu Kush.
In un articolo diventato famoso, pubblicato nel 1973, ha teorizzato l'importante distinzione tra ecologia superficiale e profonda. Ha ricevuto vari premi internazionali tra cui il Premio Sonning per il contributo alla cultura europea e il premio Gandhi per la nonviolenza nel 1994. Chiamò la sua visione utilizzando il termine ecosofia, più precisamente Ecosofia T. (dall'iniziale di Tvergastein) ,il cui concetto è stato ampiamente sviluppato da filosofi come Raimon Panikkar e Félix Guattari.
Nel 2006 partecipò come attore al film documentario Loop.
È morto a 96 anni nella sua casa di Oslo.